# Хольмбоэ, Вагн
Вагн Гю́льдинг Хо́льмбоэ (дат. Vagn Gylding Holmboe; 20 декабря 1909, Хорсенс, Дания — 1 сентября 1996, Рамлёсе, Дания) — датский композитор, музыкальный критик и педагог.

## Биография
В 1927—1929 годы учился в Королевской Датской консерватории у Карла Нильсена, Кнуда Еппесена и Финна Хёфдинга, а в 1930—1932 годы совершенствовался в Высшей музыкальной школе в Берлине у Эрнста Тоха. В 1940—1947 годах преподавал в Институте слепых в Копенгагене, а в 1950—1965 преподавал в Копенгагенской консерватории, где в 1955 году становится профессором. Среди его учеников: Пер Нёргор, Иб Нёрхольм, Бент Лорентсен, Эгиль Ховланд, Арне Нордхейм и Алан Стоут. Выступал как музыкальный критик. В 1947—1955 годах был постоянным автором газеты «Politiken». Свои музыкально-эстетические взгляды изложил в книге «Интермедия» (дат. Mellemspil; 1961, 2-е издание 1968).
В 1934 году женился на румынской пианистке немецкого происхождения Мете Май Граф (нем. Meta May Graf).
С 2000 года в Хорсенсе проводится ежегодный музыкальный фестиваль имени композитора.

## Сочинения
- детская опера «Чёрт и бургомистр» (1940)
- опера «Лаве и Йон» (1946)
- опера «Нож» / Kniven (1959)
- балет «Своенравный турок» (1944)
- кантата для тенора, баритона, хора и оркестра «Реквием по Ницше» / Requiom for Nietzsche (1964)
- 13 симфоний (1935—1993)
- 13 инструментальных концертов